# Madagaszkári füleskuvik
A madagaszkári füleskuvik (Otus rutilus) a madarak (Aves) osztályának a bagolyalakúak (Strigiformes) rendjéhez, ezen belül a bagolyfélék (Strigidae) családjához tartozó faj.

## Megjelenése
Testhossza 19-23 centiméter, súlya 120 gramm.
Három színváltozata ismert: egy barna, egy vöröses (ez főleg a sziget keleti részén fordul elő) és egy szürkésbarna (ez elsősorban  sziget nyugati területein honos). Mindhárom színváltozat tollfülei viszonylag kicsik.
Szemei élénk sárga színűek. Arca világosbarna színű sötétebb barnával mintázott. Hátán a tollazat sárgával vagy fehérrel pettyezett, sokszor egy feketés árnyalatú pontozottság is megfigyelhető.

## Elterjedése
Madagaszkár szigetén honos. a sziget sokfajta erdőtípusában megtalálható, a nedves erdőktől a száraz bozótosokig.

## Életmódja
Elsősorban nagyobb rovarokra vadászik, melyeket röptükben kap el vagy a talajról szed föl.

## Szaporodása
Szaporodási szokásai nem teljes mértékben ismertek. Feltehetőleg faodvakba fészkel, de találták már meg fészkét talajba épített lyukban is.